# 侧斑艾蛛
侧斑艾蛛（学名：Cyclosa laticauda），又名寬尾塵蛛，为园蛛科艾蛛属的动物。分布于日本、朝鲜、台湾岛以及中国大陆的浙江、安徽、新疆、贵州、甘肃等地，多生活于山区灌木丛以及农田及草丛。该物种的模式产地在日本。